# Liste von Skigebieten in Deutschland
Die Liste der Skigebiete in Deutschland ist geografisch in zwei Listen gegliedert:
- Liste von Skigebieten in den deutschen Alpen
- Liste von Skigebieten in den deutschen Mittelgebirgen